# 维科福尔泰
维科福尔泰（義大利語：Vicoforte），是意大利库内奥省的一个市镇。总面积25平方公里，人口3245人，人口密度129.8人/平方公里（2009年）。ISTAT代码为004242。